# Ōizumi-observatoriet
Ōizumi-observatoriet var ett privat observatorium i Ōizumi i Gunma prefektur i Japan. Det drev av amatörastronomen Takao Kobayashi. 
Mellan 1991 och 2002 upptäcktes 2 476 asteroider med hjälp av observatoriet.